# Sine Amore Nihil
Sine Amore Nihil je jedenácté studiové album české hudební skupiny Krucipüsk, které vyšlo 1. listopadu 2017.

## Podrobnosti
Jde o poslední album před čistkou v sestavě kapely, k níž došlo po koncertě, který proběhl 16. prosince 2017 v Jablonci nad Nisou. Po této změně zůstal v kapele z předchozí sestavy jen zpěvák Tomáš Hajíček.
Ústředním motivem alba je láska. Název alba je latinsky a znamená „Bez lásky není nic“.
Album začíná i končí týmž kytarovým vybrnkávaným motivem doprovozeným hvízdáním.

## Přijetí
Kritiky na album byly v době vydání nejpozitivnější od alba Druide!. Oceňována byla zejména vyšší koncentrace hudebních nápadů a energie v porovnání s několika předcházejícími studiovými počiny kapely.

## Videoklipy
Pro album byl natočen videoklip k písni „Gin“ , ve kterém byly použity záběry z filmu „Burácení“, v kterém hrál Tomáš Hajíček hlavní roli.

## Seznam skladeb
| Pořadí         | Název            | Délka |
| -------------- | ---------------- | ----- |
| 1.             | Gin              | 4:30  |
| 2.             | Buď zdráv        | 2:25  |
| 3.             | Máme se          | 3:38  |
| 4.             | Howgh            | 3:20  |
| 5.             | Ty Vole          | 3:02  |
| 6.             | Bumárie          | 3:42  |
| 7.             | Love Song        | 2:48  |
| 8.             | Se Vyndej!       | 2:48  |
| 9.             | Sine Amore Nihil | 3:36  |
| 10.            | Companeros       | 3:16  |
| 11.            | Faun             | 6:47  |
| Celková délka: | Celková délka:   | 39:57 |

## Obsazení
Krucipüsk
- Tomáš Hajíček - zpěv
- Jarmut Gabriel - kytara
- Jiří Zika - baskytara
- Vojtěch Douda - bicí

Hosté
- Jan Brambůrek - moog (11)

Produkce
- Stanislav Urban - zvuk
- Jan Brambůrek - nahrávání, mix
- Ecson Waldes - mastering
- Tomáš Hajíček - hudební produkce
- Vítek Matzke - fotografie
- Milan Kudrnáč - grafické práce